# Trimetopon gracile
Espèce
Synonymes
- Ablabes gracilis Günther, 1872

Statut de conservation UICN

 LC  : Préoccupation mineure
Trimetopon gracile  est une espèce de serpents de la famille des Dipsadidae.

## Répartition
Cette espèce est endémique du Costa Rica.

## Publication originale
- Günther, 1872 : Seventh account of new species of snakes in the collection of the British Museum. Annals and Magazine of Natural History, sér. 4, vol. 9, p. 13-37 (texte intégral).